# Przytulia lepczyca
Przytulia lepczyca (Galium rivale (Sibth. & Sm.) Griseb.) – gatunek rośliny wieloletniej należący do rodziny marzanowatych. Występuje w Europie Środkowej, Wschodniej i Południowo-Wschodniej sięgając po Kaukaz i Azję Mniejszą. W Polsce południowo-wschodniej i południowej gatunek rozpowszechniony, zanika jednak w kierunku zachodnim i ku północy stając się rzadki na Dolnym Śląsku, w Wielkopolsce i na Mazurach, a dalej na zachód i północ rośnie tylko zawlekany. Występuje na brzegach wód, w wilgotnych zaroślach i w lasach łęgowych.

## Morfologia
PokrójRoślina o pędach wspinających się, osiągających do 1,3 m długości, rzadziej dłuższych (do 1,75 m). Czworoboczne łodygi i liście nagie, błyszczące, na krawędziach ze sztywnymi, skierowanymi w dół szczecinkami. Międzywęźla dwa razy dłuższe od liści.
LiśćLiście zebrane po 7–8 w okółkach, wąsko eliptyczne do eliptycznych, o długości od 20 do 35 mm, rzadko nieco dłuższe, o szerokości 2,5 do 4,5 mm, rzadko nieco szersze. Z prześwitującym, ostrym zakończeniem. Cała blaszka na krawędziach, na nerwie od spodu i na wierzchu pokryta zadziorkowatymi szczecinkami (po dolnej stronie i na krawędzi skierowanymi do tyłu, na górnej stronie blaszki – skierowanymi do przodu).
KwiatyOsadzone na krótkich szypułkach do 2, rzadko 3 mm długości, w sztywnych kwiatostanach. Rozgałęzienia kwiatostanu wsparte są nielicznymi, wąsko lancetowatymi  i długo zaostrzonymi podsadkami i przysadkami. Korona biała, dzwonkowata, do 3 mm długa, rozwarta.
OwoceRozłupnie brunatne, do 2 mm długości i 1 mm szerokości, pokryte brodawkami.

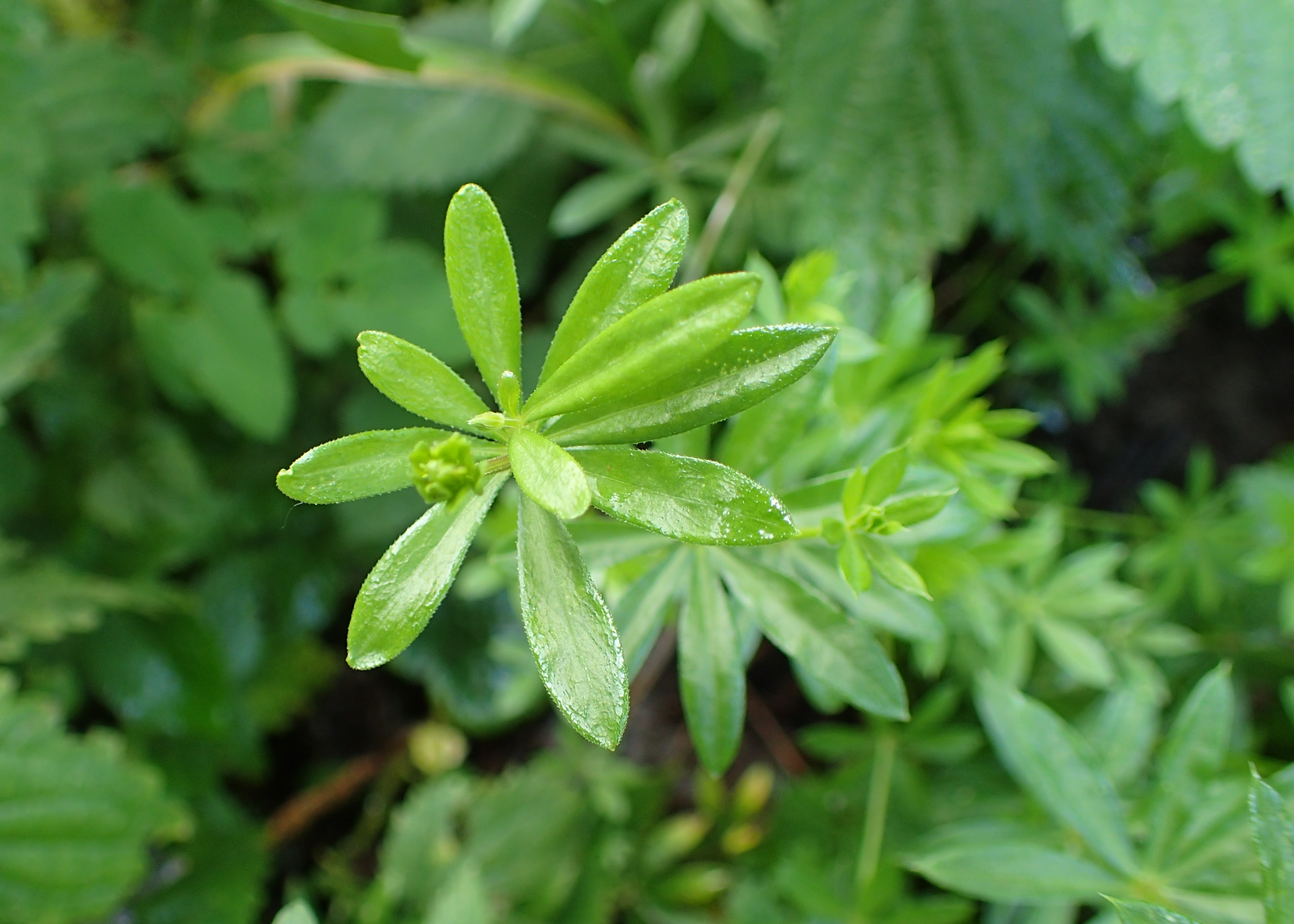
Liście
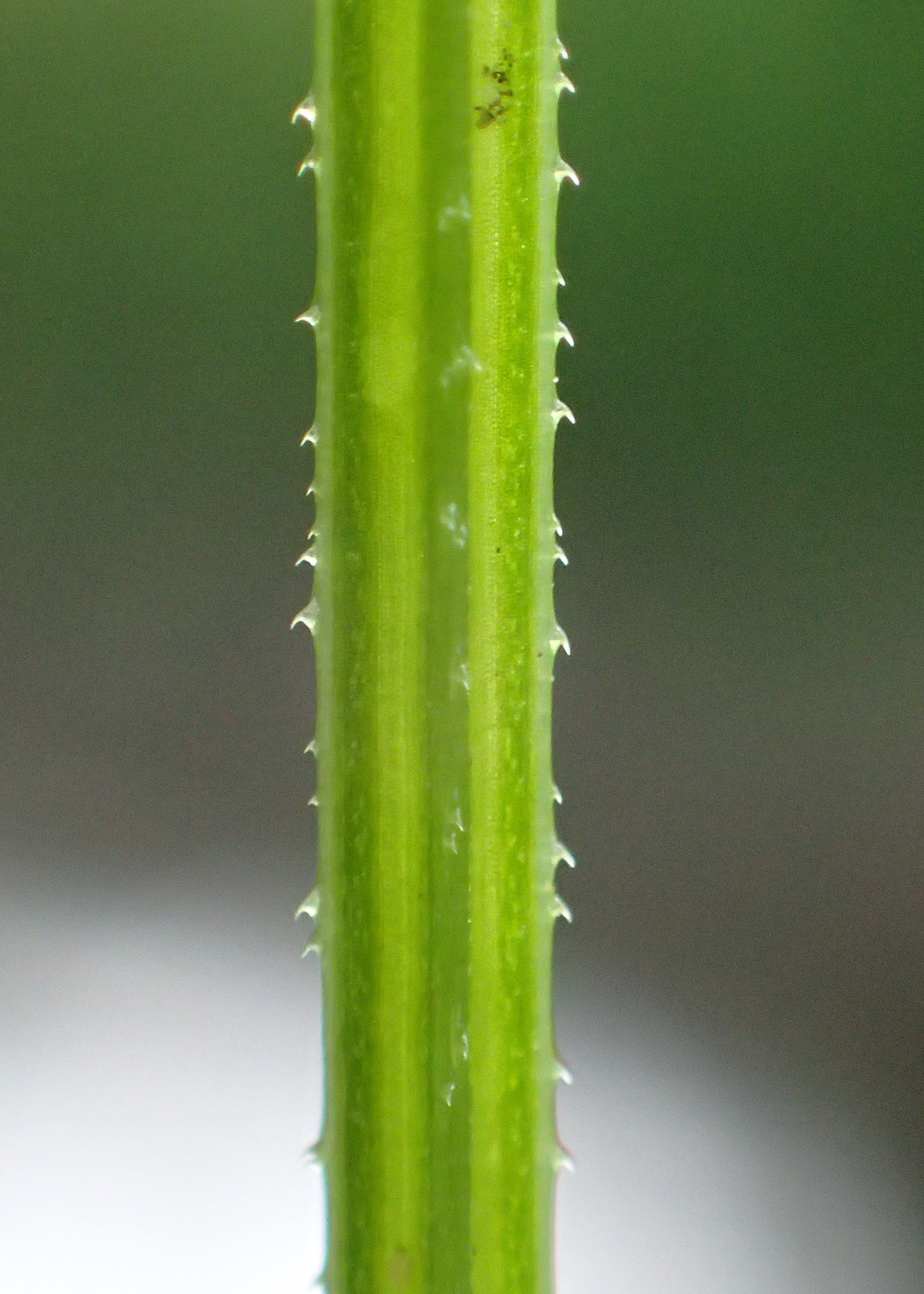
Łodyga
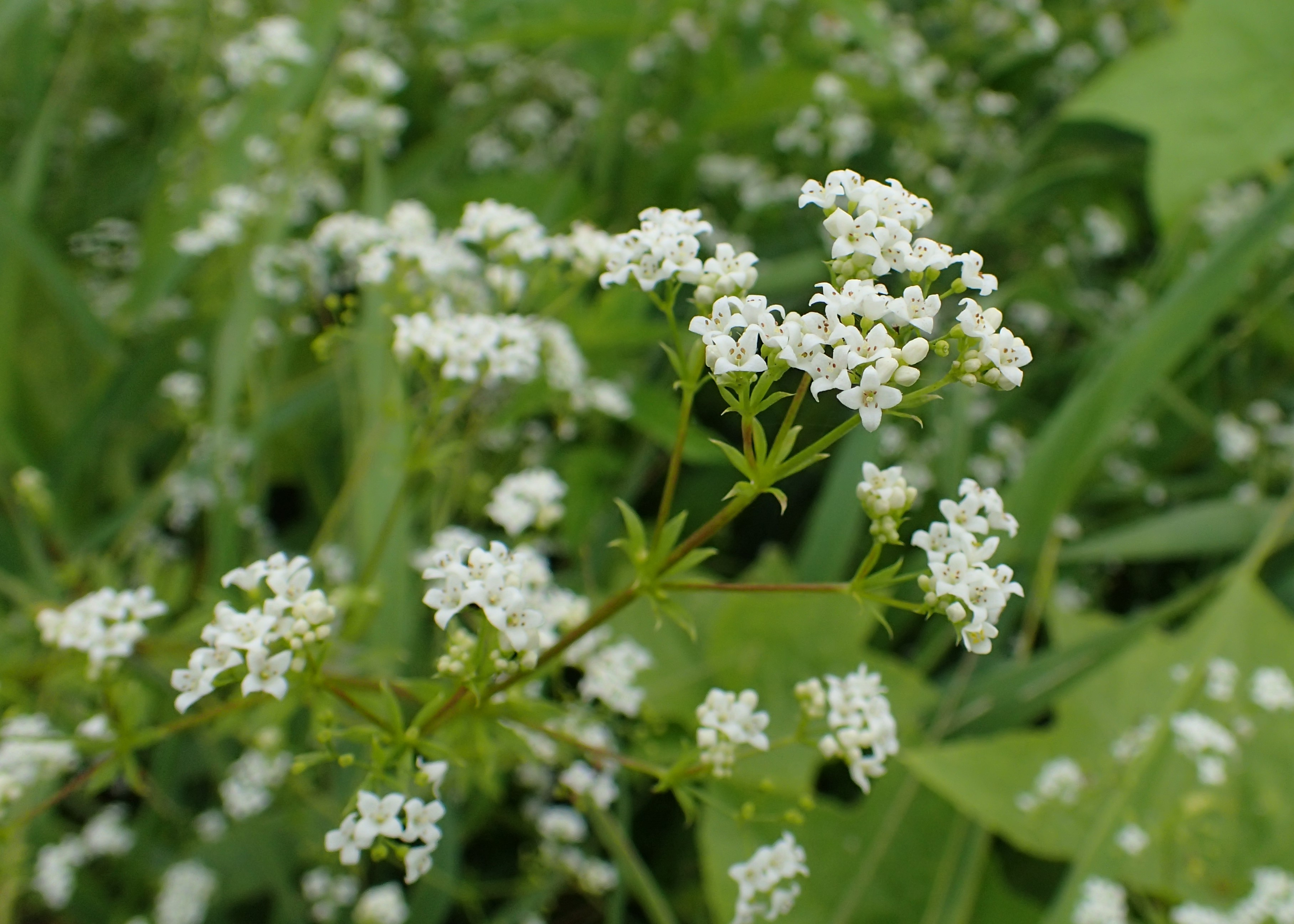
Kwiatostan
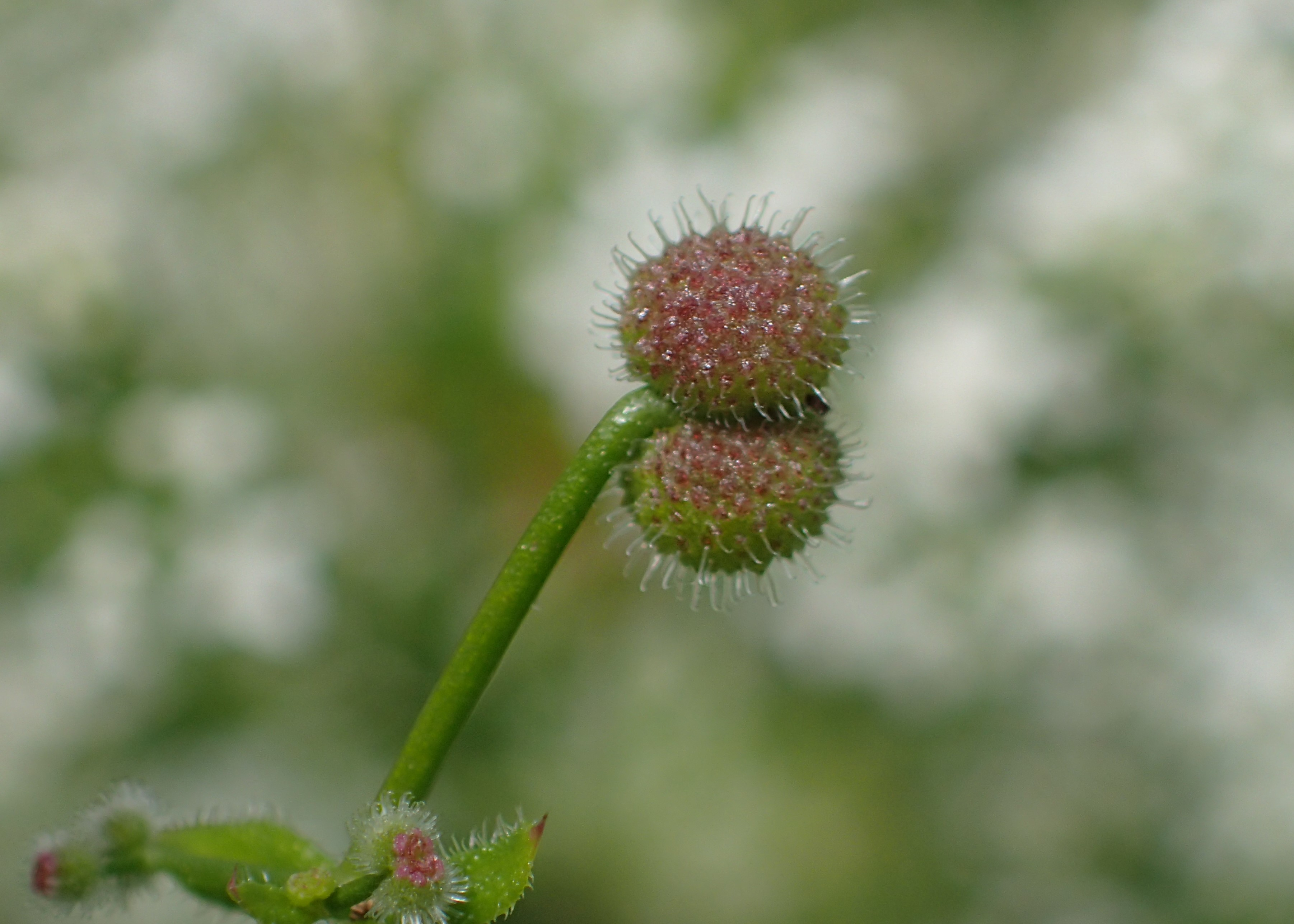
Owoc

## Biologia i ekologia
Bylina kwitnąca od czerwca do sierpnia, czasem jeszcze we wrześniu.
Rośnie w miejscach wilgotnych – na brzegu wód lub w zaroślach i lasach nad wodami. W górach tylko w niższych położeniach. Gatunek charakterystyczny zespołu roślinności Asperulo-Calystegietum.